# Antidiarroico
Gli antidiarroici (costipativi, astringenti) sono dei farmaci usati per combattere la diarrea.

## Azione
Gli antidiarroici contrastano la diarrea attraverso l'inibizione della peristalsi intestinale: per questo vengono detti anche antipropulsivi.
Essi possono avere origine sintetica come il loperamide, il racecadotril, la codeina o altri, oppure naturale come la gomma arabica, il carbone attivo, il carragheen.

## Avvertenze
Il trattamento è solo sintomatico: in alcune casi il loro uso è inutile ed è controindicato in presenza di dissenteria con presenza di muco e sangue nelle feci e non è l'unico modo per combattere la diarrea. Possono essere infatti utili anche frutti come limone e mirtilli o altri farmaci, come probiotici.
Sono sconsigliati ai bambini e in alte dosi possono indurre stitichezza e megacolon, una patologia grave.